# Takehi-Nateru
 (avril 2024).
La mise en forme du texte ne suit pas les recommandations de Wikipédia : il faut le « wikifier ».
Les points d'amélioration suivants sont les cas les plus fréquents. Le détail des points à revoir est peut-être précisé sur la page de discussion.
- Les titres sont pré-formatés par le logiciel. Ils ne sont ni en capitales, ni en gras.
- Le texte ne doit pas être écrit en capitales (les noms de famille non plus), ni en gras, ni en italique, ni en « petit »…
- Le gras n'est utilisé que pour surligner le titre de l'article dans l'introduction, une seule fois.
- L'italique est rarement utilisé : mots en langue étrangère, titres d'œuvres, noms de bateaux, etc.
- Les citations ne sont pas en italique mais en corps de texte normal. Elles sont entourées par des guillemets français : « et ».
- Les listes à puces sont à éviter, des paragraphes rédigés étant largement préférés. Les tableaux sont à réserver à la présentation de données structurées (résultats, etc.).
- Les appels de note de bas de page (petits chiffres en exposant, introduits par l'outil «  Source ») sont à placer entre la fin de phrase et le point final[comme ça].
- Les liens internes (vers d'autres articles de Wikipédia) sont à choisir avec parcimonie. Créez des liens vers des articles approfondissant le sujet. Les termes génériques sans rapport avec le sujet sont à éviter, ainsi que les répétitions de liens vers un même terme.
- Les liens externes sont à placer uniquement dans une section « Liens externes », à la fin de l'article. Ces liens sont à choisir avec parcimonie suivant les règles définies. Si un lien sert de source à l'article, son insertion dans le texte est à faire par les notes de bas de page.
- La présentation des références doit suivre les conventions bibliographiques. Il est recommandé d'utiliser les modèles {{Ouvrage}}, {{Chapitre}}, {{Article}}, {{Lien web}} et/ou {{Bibliographie}}. Le mode d'édition visuel peut mettre en forme automatiquement les références.
- Insérer une infobox (cadre d'informations à droite) n'est pas obligatoire pour parachever la mise en page.

Pour une aide détaillée, merci de consulter Aide:Wikification.
Si vous pensez que ces points ont été résolus, vous pouvez retirer ce bandeau et améliorer la mise en forme d'un autre article.
Takehi-Nateru (建比良鳥命) est un dieu japonais et fils d'Ame no Hohi,,,,, l'un des cinq kami masculins (êtres divins) nés d'un événement spécial connu sous le nom de « l'épreuve par serment » entre deux grandes divinités, Amaterasu et Susanoo. Ame no Hohi a été envoyé à Ashihara no nakatsukuni (葦原の中つ国, le pays du milieu des lits de roseaux) pour préparer le Tenson kōrin.
Il est l'ancêtre de nombreuses familles importantes d'Izumo, Musashi, Chiba et Tsushima,.
Les autres fils d'Ame no Hohi sont Ame no Wakahiko (en) et Ame-no-Hinadori (en).

## Autres noms
Takehi-Nateru, également connu sous plusieurs autres noms tels que Takehiratori no Mikoto, Takehinatori no Mikoto et Ame no Hinatori.

## Rôle dans la mythologie
Dans le Kojiki, le livre japonais le plus ancien, Takehi-Nateru est mentionné comme l'ancêtre du clan Izumo. Le Kojiki et le Nihon shoki racontent comment Ame no Hohi a été chargé de préparer l'Ashihara no nakatsukuni mais n'a finalement pas réussi sa mission.
Alors, Takehi-Nateru et Futsunushi sont descendus pour apaiser l'Ashihara no nakatsukuni. Ils réussirent à maîtriser les divinités indisciplinées et persuadèrent une divinité éminente, Ōnamuchi, de quitter le royaume terrestre. Après leur victoire, le petit-fils céleste Ninigi descendit sur Terre et Takehi-Nateru devint l'ancêtre des Izumo no Kuni no MIyatsuko, qui dirigeaient la province d'Izumo.

## Héritage
Selon le récit du Nihongi sur l'empereur Sujin, Takehi-Nateru descendit du ciel avec des trésors divins. Ces trésors étaient conservés à Izumo-taisha puis remis à l'empereur du Japon. Cependant, ce transfert entraîna des conflits entre les branches des familles Izumo, Furune et Iiirine, qui étaient les gardiennes de ces objets sacrés. Aujourd'hui, les sanctuaires d'Izumo et d'Inaba honorent Takehi-Nateru. Takehi-Nateru est vénéré au sanctuaire Washinomiya-jinja.